# Campeonato Uruguayo de Primera División 1945
El Campeonato Uruguayo 1945 fue el 42° torneo de Primera División del fútbol uruguayo, correspondiente al año 1945.
El torneo consistió en un campeonato a dos ruedas todos contra todos, coronando campeón al equipo que logrará más puntos, mientras que el peor equipo descendería a la Segunda división.
En la parte baja de la tabla Sud América ocupó la última posición, por lo que debió descender a la Segunda División. Mientras que de dicha categoría ascendió Progreso para la siguiente temporada.

## Participantes

### Ascensos y descensos
| Equipo         | Ascendido como                      |
| -------------- | ----------------------------------- |
| Rampla Juniors | Campeón de la Segunda División 1944 |

| Equipo | Descendido como           |
| ------ | ------------------------- |
| Racing | 10° Primera División 1944 |

## Campeonato

### Tabla de posiciones
| Pos. | Equipo               | PJ | PG | PE | PP | GF | GC | Dif. | Pts. |
| ---- | -------------------- | -- | -- | -- | -- | -- | -- | ---- | ---- |
| 1º   | Peñarol              | 18 | 15 | 1  | 2  | 60 | 19 | +41  | 31   |
| 2º   | Nacional             | 18 | 10 | 5  | 3  | 54 | 28 | +26  | 25   |
| 3º   | Defensor             | 18 | 8  | 6  | 4  | 37 | 31 | +6   | 22   |
| 4º   | River Plate          | 18 | 8  | 5  | 5  | 33 | 29 | +4   | 21   |
| 5º   | Central              | 18 | 8  | 3  | 7  | 39 | 37 | +2   | 19   |
| 6º   | Rampla Juniors       | 18 | 7  | 5  | 6  | 31 | 33 | -2   | 19   |
| 7º   | Liverpool            | 18 | 4  | 6  | 8  | 31 | 35 | -4   | 14   |
| 8º   | Miramar              | 18 | 6  | 2  | 10 | 25 | 42 | -17  | 14   |
| 9º   | Montevideo Wanderers | 18 | 2  | 4  | 12 | 16 | 40 | -24  | 8    |
| 10º  | Sud América          | 18 | 2  | 3  | 13 | 26 | 58 | -32  | 7    |

|  | Campeón Uruguayo.             |
|  | Desciende a Segunda división. |

|                                                   |
| Uruguay                                           |
| Campeón Uruguayo 1945 Peñarol 16.to título de AUF |

### Equipos clasificados

#### Copa Aldao 1945
|   | Equipo  | Clasificación como                   |
| - | ------- | ------------------------------------ |
| 1 | Peñarol | Campeón del Campeonato Uruguayo 1945 |

### Fixture
| Nacional    | 3-1 | Rampla Juniors       |
| Peñarol     | 8-2 | Liverpool            |
| River Plate | 5-2 | Montevideo Wanderers |
| Sud América | 4-2 | Miramar              |
| Defensor    | 2-1 | Central              |

| Peñarol     | 3-1 | Montevideo Wanderers |
| River Plate | 1-0 | Sud América          |
| Nacional    | 1-1 | Miramar              |
| Defensor    | 2-1 | Liverpool            |
| Central     | 4-0 | Rampla Juniors       |

| Central              | 3-3 | Nacional    |
| Miramar              | 2-1 | Peñarol     |
| River Plate          | 2-2 | Defensor    |
| Rampla Juniors       | 5-1 | Sud América |
| Montevideo Wanderers | 3-1 | Liverpool   |

| Peñarol     | 2-0 | Rampla Juniors       |
| River Plate | 4-3 | Nacional             |
| Miramar     | 3-2 | Liverpool            |
| Central     | 3-1 | Montevideo Wanderers |
| Defensor    | 5-3 | Sud América          |

| Nacional       | 5-2 | Sud América          |
| Peñarol        | 4-1 | Central              |
| Defensor       | 2-1 | Montevideo Wanderers |
| Rampla Juniors | 2-2 | Miramar              |
| River Plate    | 1-0 | Liverpool            |

| Peñarol              | 5-0 | River Plate    |
| Montevideo Wanderers | 2-1 | Sud América    |
| Nacional             | 3-1 | Defensor       |
| Liverpool            | 2-2 | Rampla Juniors |
| Central              | 4-0 | Miramar        |

| Nacional       | 4-2 | Montevideo Wanderers |
| Peñarol        | 4-0 | Sud América          |
| Central        | 2-2 | Liverpool            |
| Rampla Juniors | 4-1 | River Plate          |
| Defensor       | 2-1 | Miramar              |

| Peñarol     | 2-1 | Nacional             |
| Liverpool   | 4-0 | Sud América          |
| Defensor    | 2-2 | Rampla Juniors       |
| River Plate | 5-1 | Central              |
| Miramar     | 2-1 | Montevideo Wanderers |

| Nacional       | 3-1 | Liverpool            |
| Peñarol        | 2-1 | Defensor             |
| River Plate    | 1-0 | Miramar              |
| Central        | 3-2 | Sud América          |
| Rampla Juniors | 1-0 | Montevideo Wanderers |

| Rampla Juniors | 3-2 | Nacional             |
| Peñarol        | 3-1 | Liverpool            |
| River Plate    | 1-0 | Montevideo Wanderers |
| Miramar        | 1-0 | Sud América          |
| Defensor       | 1-1 | Central              |

| Peñarol        | 3-0 | Montevideo Wanderers |
| River Plate    | 1-1 | Sud América          |
| Nacional       | 3-0 | Miramar              |
| Liverpool      | 1-0 | Defensor             |
| Rampla Juniors | 3-1 | Central              |

| Nacional             | 2-0 | Central     |
| Peñarol              | 4-1 | Miramar     |
| Defensor             | 3-1 | River Plate |
| Rampla Juniors       | 3-2 | Sud América |
| Montevideo Wanderers | 1-1 | Liverpool   |

| Peñarol     | 5-2 | Rampla Juniors       |
| River Plate | 1-1 | Nacional             |
| Liverpool   | 6-0 | Miramar              |
| Central     | 3-0 | Montevideo Wanderers |
| Defensor    | 4-2 | Sud América          |

| Nacional    | 8-1 | Sud América          |
| Peñarol     | 3-1 | Central              |
| Defensor    | 1-1 | Montevideo Wanderers |
| Miramar     | 3-0 | Rampla Juniors       |
| River Plate | 0-0 | Liverpool            |

| Peñarol              | 2-1 | River Plate    |
| Montevideo Wanderers | 1-1 | Sud América    |
| Nacional             | 3-3 | Defensor       |
| Liverpool            | 1-0 | Rampla Juniors |
| Central              | 3-2 | Miramar        |

| Nacional       | 5-0 | Montevideo Wanderers |
| Peñarol        | 6-1 | Sud América          |
| Central        | 3-2 | Liverpool            |
| Rampla Juniors | 1-1 | River Plate          |
| Defensor       | 3-2 | Miramar              |

| Nacional       | 2-1 | Peñarol              |
| Liverpool      | 2-2 | Sud América          |
| Rampla Juniors | 2-1 | Defensor             |
| Central        | 4-2 | River Plate          |
| Miramar        | 3-0 | Montevideo Wanderers |

| Nacional       | 2-2 | Liverpool            |
| Peñarol        | 2-2 | Defensor             |
| River Plate    | 5-0 | Miramar              |
| Sud América    | 3-1 | Central              |
| Rampla Juniors | 0-0 | Montevideo Wanderers |